# 三木潤一郎
三木 潤一郎（みき じゅんいちろう、1960年3月30日 - ）は、日本の男性俳優、ナレーター、声優。大阪府東大阪市出身。血液型 O型。身長 170cm。体重 60kg。桃山学院大学経営学部中退。キャラ所属。1991年デビュー。

## 出演作品

### ナレーション

#### CM
- ほっかほっか亭
- 西部住建
- 南紀白浜マーメイドタウン
- ワンカルビ
- 堺市医師会
- ローソン「からあげくん」
- 京都理容美容専修学校
- 大阪トヨペット
- ミサワホーム
- 日本旅行「赤い風船」
- 井筒組「黄金を抱いて翔べ」

#### ビデオパッケージ
- 学校法人常翔学園90周年映像年表
- 大阪ガス
- 明石防災センター
- 新星和ホーム
- ノーリツ
- コクヨ
- 小西酒造
- 鉄道キッズ
- 高山サイエンスプラザ
- 戦国時代と井伊家
- 新日鐵住金小倉製鐵所
- わかさ生活
- バイエル薬品
- 高槻市古墳資料館
- オムロン
- 関西原子力懇談会
- 電子タバコ「LENTA T200」

### CM（出演）
- クボタ
- 大阪ガス「ガスファンヒーター」
- 小倉昆布
- ZAQ
- がんこ寿司
- 徳島製粉「金ちゃんラーメン」
- デイリースポーツ
- 堺・ハーベストの丘

### ビデオパッケージ（出演）
- 大阪ガス
- 大和ハウス工業
- 赤帽
- 沢井製薬

### テレビドラマ
- 月曜ゴールデン 十津川警部シリーズ 第10作「ミステリー列車が消えた」（1995年12月25日、TBS）※主役：渡瀬恒彦 版
- お礼は見てのお帰り ナニワのべっぴん刑事 一本木礼子（1997年4月8日、関西テレビ）

### テレビアニメ
1991年
- チエちゃん奮戦記 じゃりン子チエ（1991年 - 1992年、警官、駅員、ヤクザC、駅員B）

### ゲーム
2004年
- SIMPLE2000シリーズ Vol.58 THE 外科医（土方敬介）

2005年
- SIMPLE2000シリーズ Vol.72 THE 任侠

### その他
DVD
- ものしり鉄道図鑑(KEEP株式会社)（てつどう博士）
  - 北海道、東北、関東 1〜3、甲信越・北陸、東海、近畿 1〜3、中国・四国、九州